# Bruno Silva (ciclista, 1988)
Bruno Duarte Ferreira Silva, nascido em 17 de maio de 1988 em Valongo, é um ciclista português, membro da equipa Efapel.

## Palmarés
- 2003
  - Prêmio de Rendufe
- 2004
  - Prêmio da cidade de Barcelos
- 2005
  - Prêmio da cidade de Penafiel
- 2008
  - Tour da Madeira :
    - Classificação geral
    - 3.ª etapa

  - 2.º do Campeonato de Portugal em estrada esperanças
- 2009
  - Tour de Madeira :
    - Classificação geral
    - Prólogo (contrarrelógio por equipas), 1.ª, 2.ª e 4.ª etapas

  - 3.º da Volta a Portugal do Futuro
- 2010
  - 3.ª etapa da Volta a Portugal do Futuro
  - 2.ª etapa da Volta da Madeira
  - 2.º da Volta da Madeira
- 2011
  - 3.º do Volta de Tenerife
- 2013
  - Challenge Cidade de Loulé
- 2016
  - Circuito de Nafarros
- 2019
  - Circuito de Nafarros